# Liste der Monuments historiques in Morbecque
Die Liste der Monuments historiques in Morbecque führt die Monuments historiques in der französischen Gemeinde Morbecque auf.

## Liste der Bauwerke
| Bezeichnung                                 | Beschreibung          | Standort                         | Kennzeichnung | Schutzstatus | Datum | Bild           |
| ------------------------------------------- | --------------------- | -------------------------------- | ------------- | ------------ | ----- | -------------- |
| Abschussrampe der V 1 im Bois des Huit-Rues | auch zu Wallon-Cappel | (Lage)                           | PA59000141    | Inscrit      | 2007  | weitere Bilder |
| Kirche St-Firmin                            |                       | (Lage)                           | PA00107758    | Classé       | 1920  | weitere Bilder |
| Kirche St-Thomas-de-Cantorbery              |                       | Place Amaury de la Grange (Lage) | PA59000186    | Inscrit      | 2014  |                |
| Hôtel de Ville                              |                       | Place de l’Hôtel de ville (Lage) | PA00107759    | Inscrit      | 1951  | weitere Bilder |